# Sjöofficerssällskapet i Stockholm

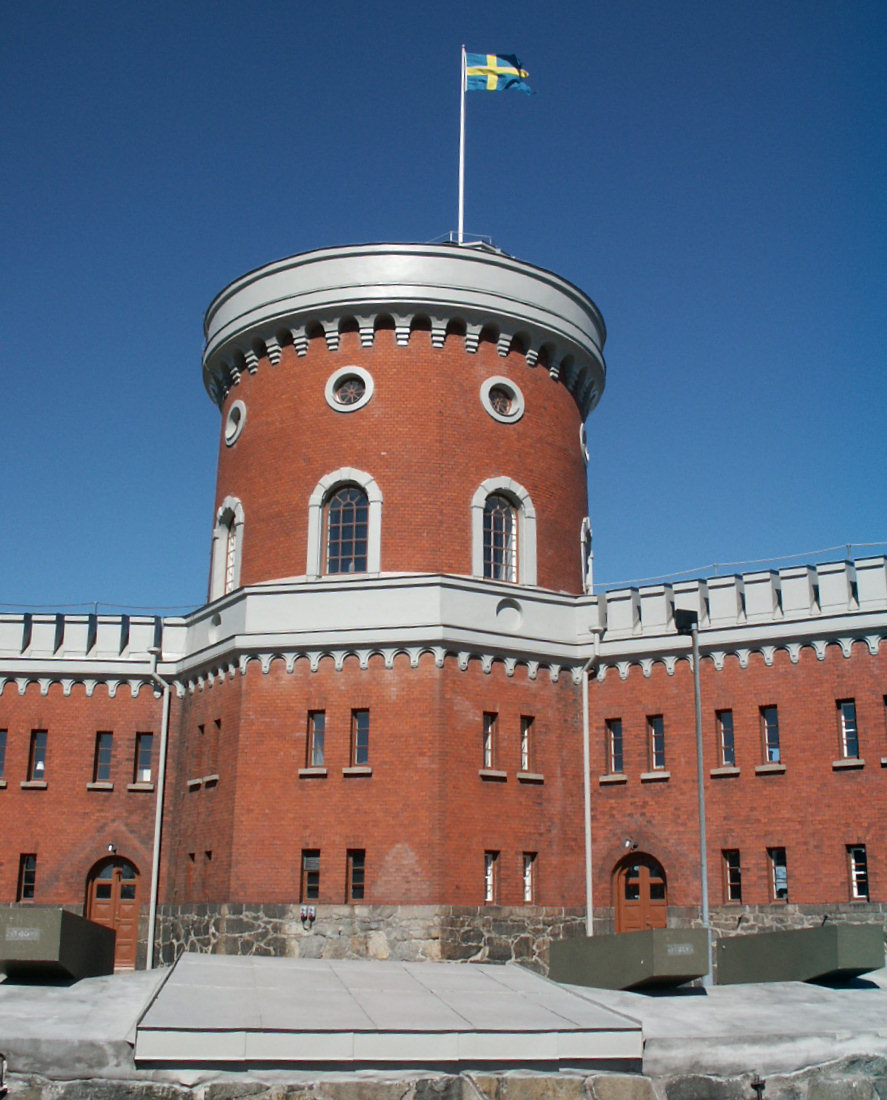
Kastellet med övertäckta salutkanoner i förgrunden.

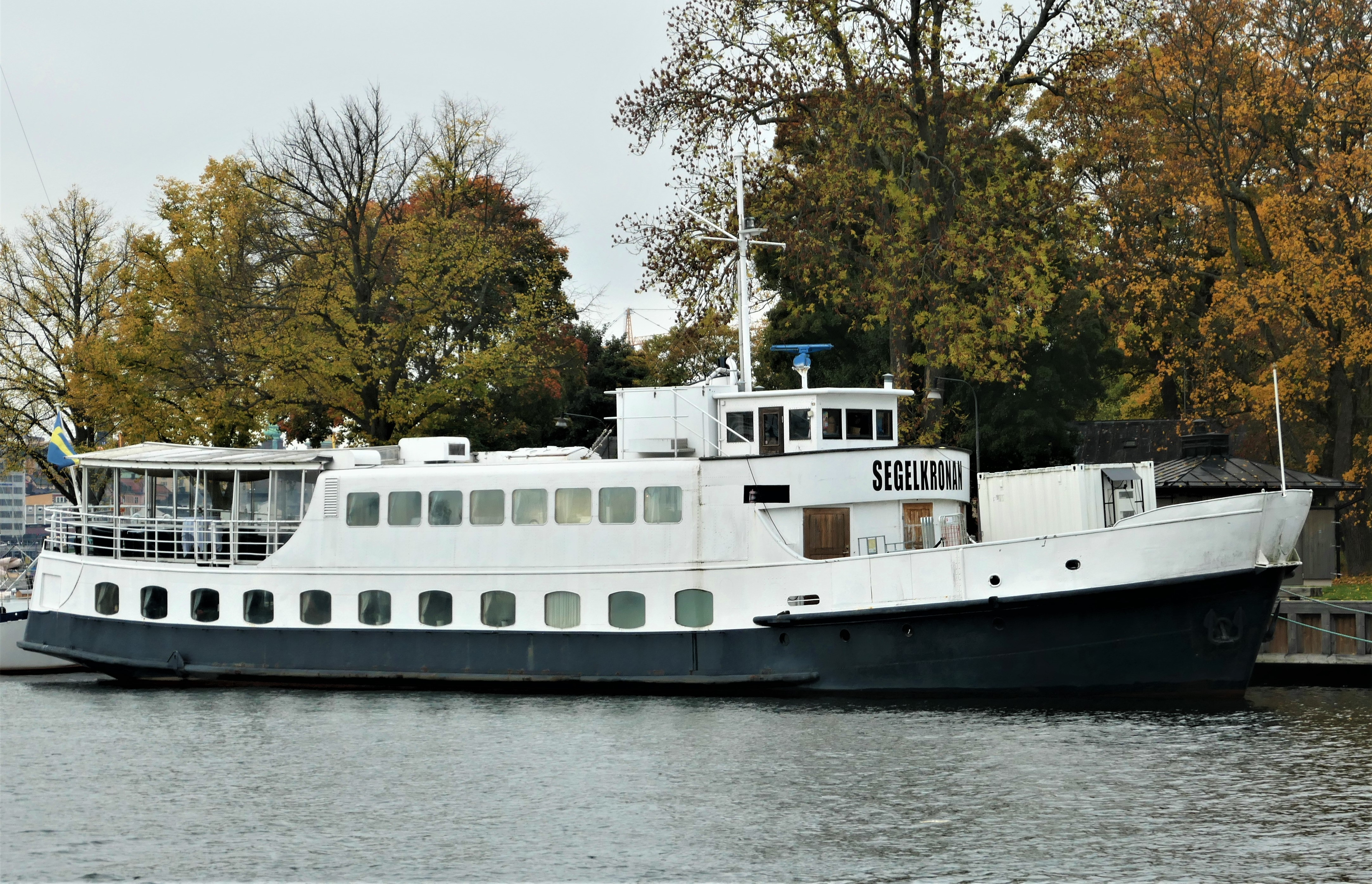
Segelkronan från 1901 förtöjd vid Östra Brobänken på Skeppsholmen i Stockholm.

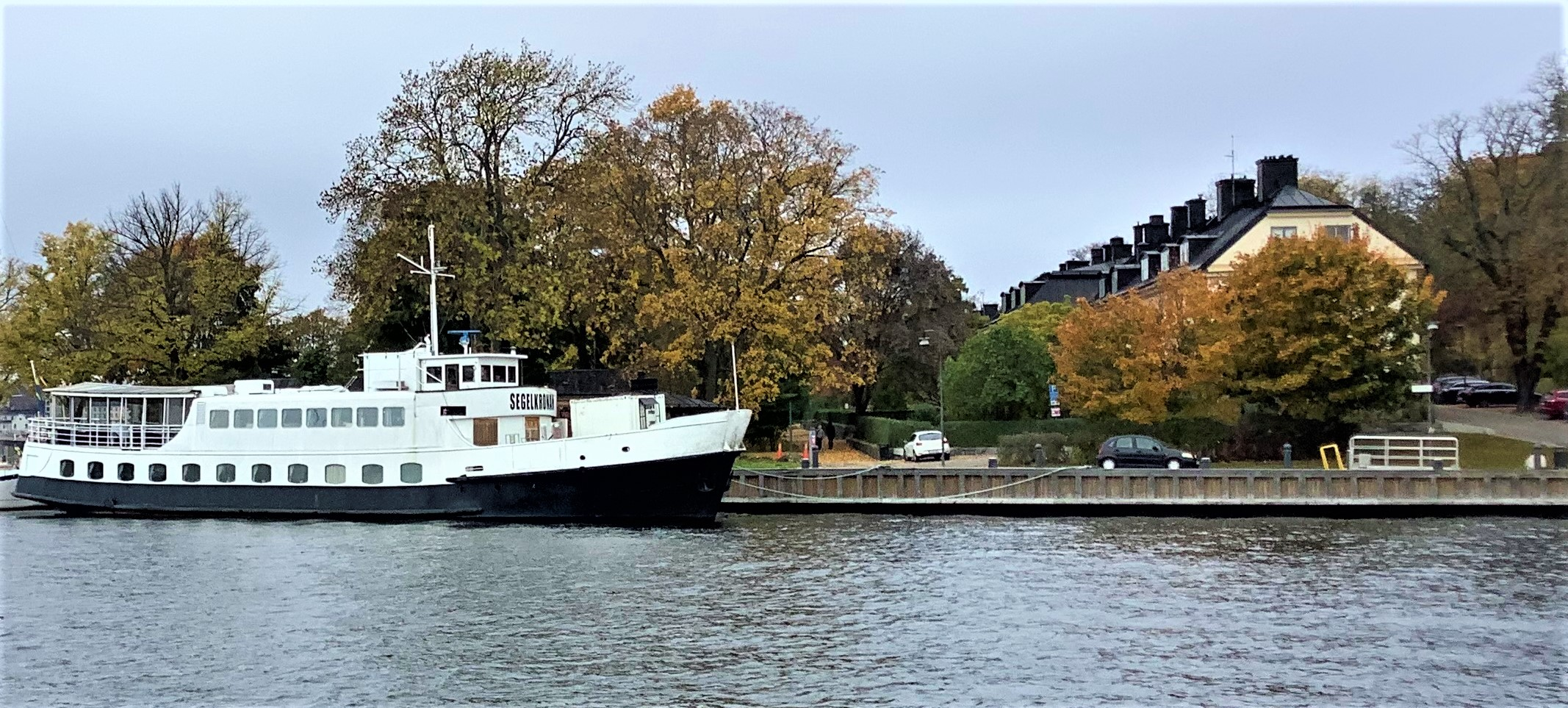
Segelkronan och Långa raden från sjösidan.

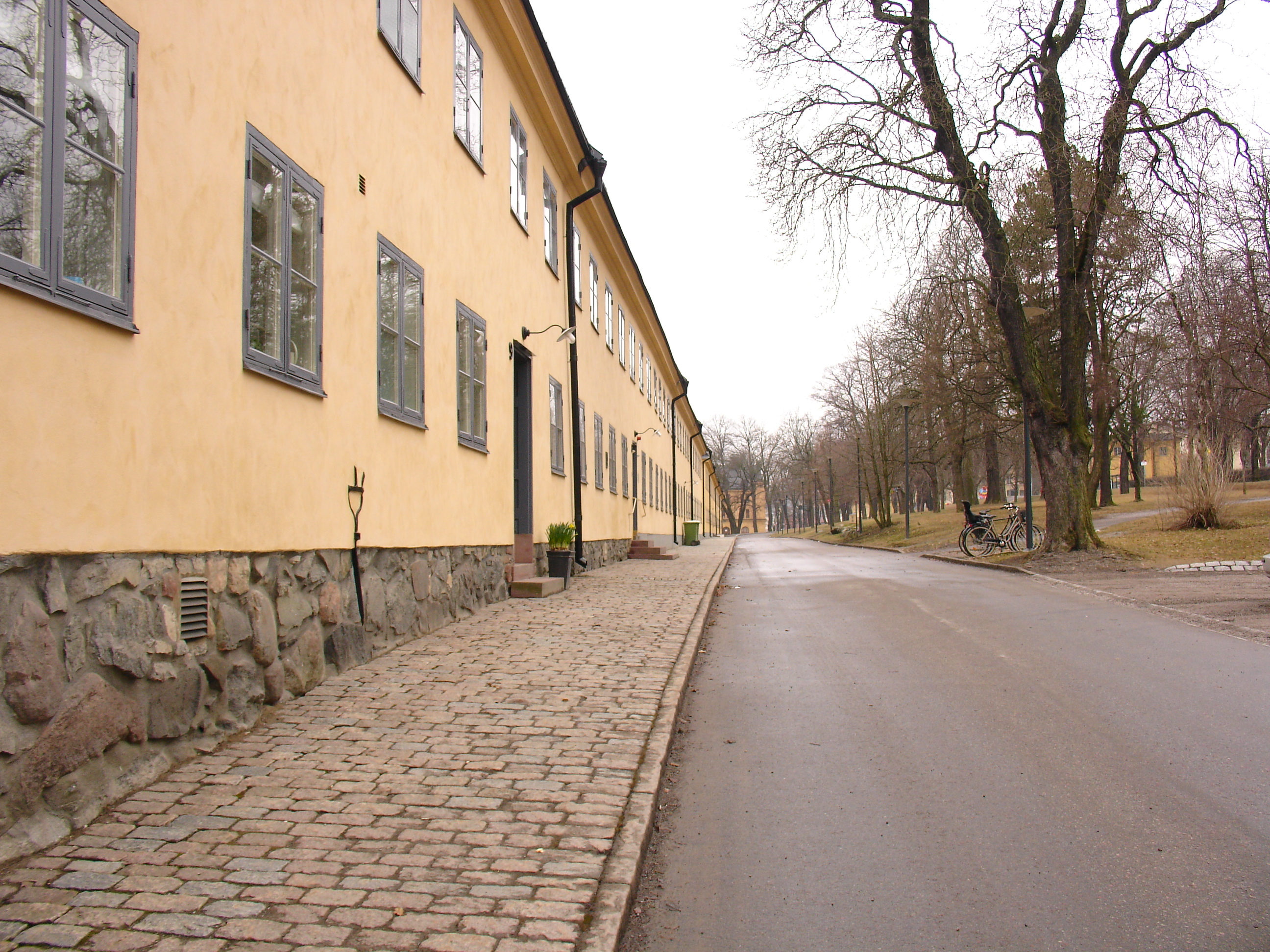
Långa Raden, Skeppsholmen.

Sjöofficerssällskapet i Stockholm är en sammanslutning av officerare i marinen, förkortas SOSS. 

## Verksamhet
Sällskapets ändamål är att hålla klubbverksamhet i sina mässutrymmen i Kastellet på Kastellholmen samt att erbjuda medlemmarna plattformar för aktiv fritid.
Sjöofficerssällskapet driver en daglig restaurations- och konferensverksamhet för medlemmarna samt personer och organisationer som är marinen närstående. I verksamheten förekommer bland annat samkvämsaktiviteter, föredrag och utbyten i samband med utländska örlogsbesök i Stockholm.
Sällskapet, som idag har runt 2000 medlemmar, leds av en direktion. Ordförande är för närvarande generalmajor Bengt Andersson.

## Historik
Sällskapet bildades den 1 november 1849 efter förebilder i Karlskrona (1831) och Göteborg (1832). Tillkomsten är förknippad med att sjöminister Baltzar von Platen (1804-1875) valde att inte utnyttja sin rätt till tjänstebostad i Långa raden på Skeppsholmen. 14 av bostadens 20 rum skulle istället få användas av flottans officerare för inkvarterings-, samlings- och restaurationsändamål.
Bland initiativtagarna fanns prins Oscar (senare konung Oscar II) som vid tiden var kaptenlöjtnant i flottan och tidigare stationsbefälhavaren i Stockholm, kommendörkapten 2. kl Carl Fredrik Coyet.
I ett kungligt brev, daterat den 14 februari 1852, föreskrev konung Oscar I att lokalerna i Långa raden 8 skulle nyttjas som mässutrymme. Fram till 2008 disponerade Sjöofficerssällskapet den ursprungliga tjänstebostaden för sådana ändamål men man valde då att, i samband med en kostnadsförhöjande renovering, lämna lokalerna. 
Idag används dels restaurantfartyget M/S Segelkronan, förtöjd vid Östra brobänken på Skeppsholmen, dels lokaler i Kastellet för Sjöofficerssällskapets verksamhet. Fartyget byggdes 1901 av H Brandenburg i Hamburg i Tyskland och döptes till S/S Wilhelmsburg. Efter flera ägar- och namnbyten i Tyskland såldes hon till Lidköping i Sverige 1987, köptes efter ytterligare några ägar- och namnbyten 2006 av Sjöofficerssällskapet och döptes om 2007 till Segelkronan.

## Andra sjöofficerssällskap
- Sjöofficerssällskapet i Karlskrona (SOSK)
- Sjöofficerssällskapet i Göteborg (SOSG)